# Ministero dell'ambiente (Svezia)
Il Ministero dell'ambiente (Svedese: Miljödepartementet) è un ministero del governo svedese responsabile delle politiche ambientali del governo in materia di prodotti chimici, ambiente naturale e diversità biologica.
Gli uffici del ministero si trovano nel vecchio edificio Nordiska Handelsbanken a Stoccolma.

## Storia
Il ministero è stato fondato nel 1987 come Ministero dell'ambiente e dell'energia (in svedese: Miljö-och energidepartementet). In precedenza le questioni ambientali erano state gestite dal Ministero dell'agricoltura (svedese: Jordbruksdepartementet) e le questioni energetiche erano state gestite dal Ministero dell'industria. Dal 1990 è stato utilizzato il nome più breve Ministero dell'ambiente e le questioni energetiche sono state trasferite al Ministero dell'industria, sebbene sia stata mantenuta la supervisione dell'energia nucleare. Nel 1991 il ministero è stato rinominato Ministero dell'ambiente e delle risorse naturali (svedese: Miljö-och naturresursdepartementet).
Dal 1º novembre 2004 al 1º gennaio 2007, durante il governo di Göran Persson, il ministero era noto come Ministero dello sviluppo sostenibile (svedese: Miljö- och samhällsbyggnadsdepartementet). Il governo di Fredrik Reinfeldt (entrato in carica il 6 ottobre 2006) ha usato di nuovo il nome in forma breve, trasferendo le questioni energetiche al Ministero delle imprese, dell'energia e delle comunicazioni, e le questioni relative all'edilizia sono state trasferite al Ministero delle finanze. Nel 2014, il dipartimento è tornato al suo nome originale sotto il nuovo governo di Stefan Löfven.

## Aree di responsabilità
Le aree di responsabilità sono:
- Politiche sui prodotti chimici
- Politiche sul clima
- Politiche sull'ecociclo
- Legislazione ambientale e obiettivi di qualità
- Conservazione della natura e diversità biologica
- Sviluppo sostenibile
- Acqua e mari

## Organizzazione
Il ministero è diretto dal Ministro per il clima e l'ambiente, al momento Isabella Lövin (partito ambientalista), che serve anche come Primo Ministro. Al di sotto del livello ministeriale le operazioni sono dirette da un Segretario di stato (svedese: statssekreterare). Il ministero ha anche un segretario stampa e consulenti politici che lavorano a stretto contatto con il ministro sulle questioni politiche.
Il ministero è diviso in nove divisioni e la direzione del ministero:
- Divisione per il clima
- Divisione per l'ambiente naturale
- Divisione per i prodotti chimici
- Divisione per la valutazione ambientale
- Divisione per gli obiettivi ambientali
- Divisione per il coordinamento e il supporto
- Divisione per i servizi legali
- Divisione per gli affari internazionali
- Divisione per la comunicazione

## Enti governativi
Il Ministero dell'Ambiente è a capo dei seguenti enti governativi:
- L'agenzia svedese per la protezione dell'ambiente (Naturvårdsverket)
- L'istituto meteorologico e idrologico svedese (Sveriges meteorologiska och hydrologiska institut, SMHI)
- Il consiglio nazionale dell'abitazione, dell'edilizia e della pianificazione (Boverket)
- L'organizzazione nazionale per gli aiuti ai proprietari di piccole case private (Småhusskadenämnden)
- Il consiglio svedese di ricerca per l'ambiente, le scienze agrarie e la pianificazione territoriale (Forskningsrådet för miljö, areella näringar och samhällsbyggande, Formas)
- L'agenzia nazionale sui prodotti chimici (Kemikalieinspektionen, KemI)
- Il consiglio di amministrazione del Fondo svedese per i rifiuti nucleari (Kärnavfallsfonden)
- Lantmäteriet (L'indagine territoriale nazionale)
- L'istituto geotecnico svedese (Statens geotekniska institut, SGI)
- L'ispettorato svedese per l'energia nucleare (Statens kärnkraftsinspektion, SKI)
- L'autorità svedese per la protezione dalle radiazioni (Statens strålskyddsinstitut, SSI)
- Il tribunale nazionale svedese per la fornitura e il trattamento delle acque reflue (Statens va-nämnd)